# Synotaxus waiwai
Synotaxus waiwai är en spindelart som beskrevs av Ingi Agnarsson 2003. Synotaxus waiwai ingår i släktet Synotaxus och familjen Synotaxidae. Inga underarter finns listade i Catalogue of Life.